# Richard Pococke

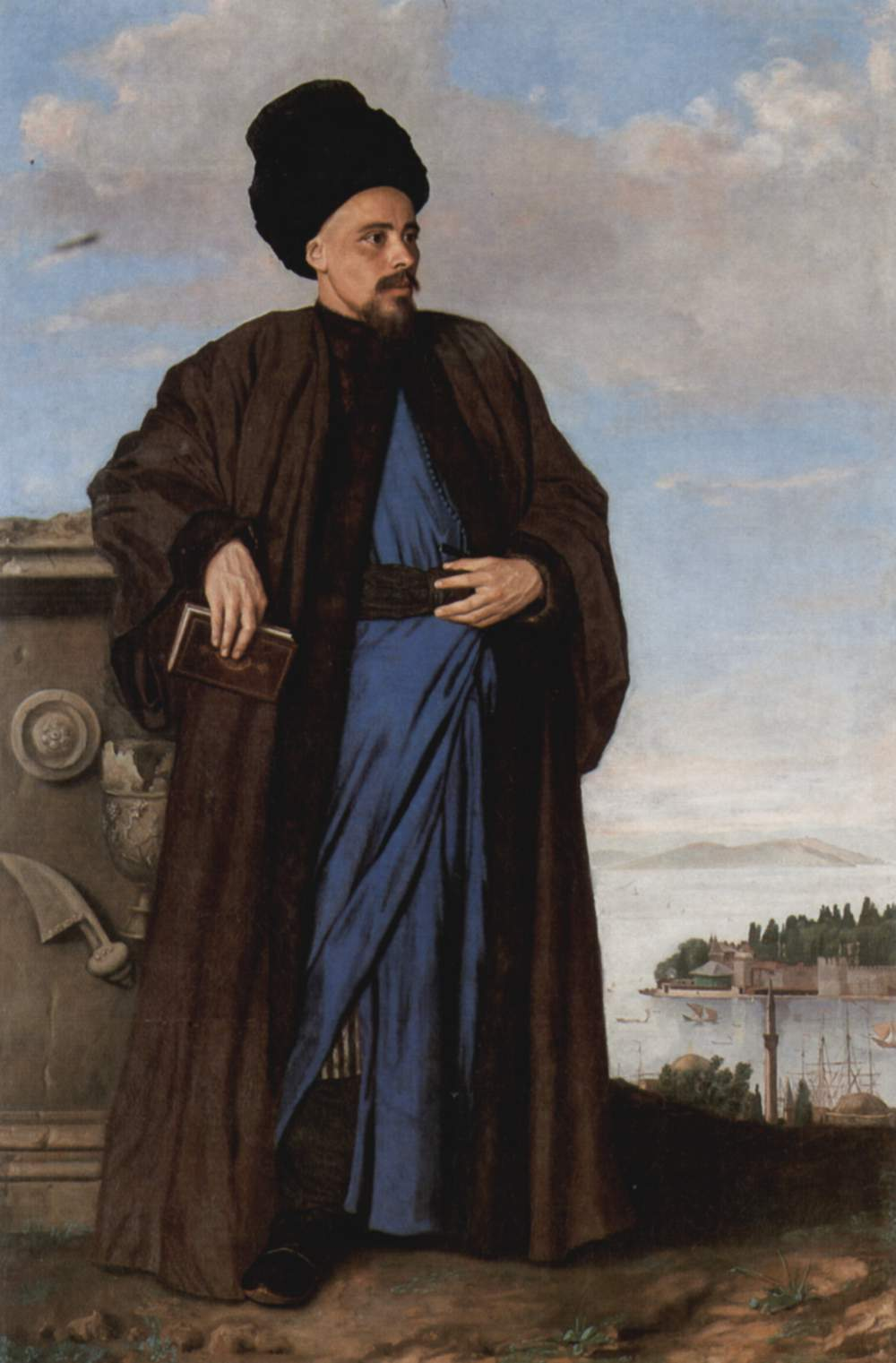
Richard Pococke, Porträt von Jean-Étienne Liotard

Richard Pococke (* 1704 in Southampton, England; † 1765 bei Tullamore, Irland) war ein englischer Reiseschriftsteller und anglikanischer Bischof.
Richard Pococke unternahm zwischen 1737 und 1739 eine Expedition nach Ägypten und folgte dem Verlauf des Nils. Er schrieb Reiseberichte über seine Erfahrungen im Orient, bekannt wurde vor allem sein Bericht über das Tal der Könige. Er verfasste auch Berichte über seine Reisen in Irland und Schottland.
Im Jahr 1742 wurde er zum Mitglied der Royal Society gewählt. Von 1756 bis 1765 war er Bischof von Ossory in Irland, 1765 Bischof von Meath.